# Hedwig Bleibtreu
Hedwig Bleibtreu (IPA: [ˈheːdvɪk ˈblaɪ̯ptʀɔɪ̯]) (Linz, 23 dicembre 1868 – Vienna, 24 gennaio 1958) è stata un'attrice austriaca, prozia dell'attrice Monica Bleibtreu e, di conseguenza, pro-prozia dell'attore Moritz Bleibtreu.

## Filmografia parziale
- L'amica dell'uomo giallo (Die Herrin der Welt 1. Teil - Die Freundin des gelben Mannes), regia di Joseph Klein e Joe May (1919)
- La signora del mondo (Die Herrin der Welt), regia di Joe May, Uwe Jens Krafft e Karl Gerhardt (1919)
- Il re Makomba (Die Herrin der Welt 4. Teil - König Macombe), regia di Uwe Jens Krafft e Joseph Klein (1919)
- La vendetta di Maud (Die Herrin der Welt 8. Teil - Die Rache der Maud Fergusson), regia di Joe May (1920)
- Il principe d'Arcadia (Der Prinz von Arkadien), regia di Karl Hartl (1932)
- Scampolo (Scampolo, ein Kind der Straße), regia di Hans Steinhoff (1932)
- Irene (Das Mädchen Irene), regia di Reinhold Schünzel (1936)
- 13 Stühle, regia di E.W. Emo (1938)
- Meine Tochter lebt in Wien, regia di E.W. Emo (1940)
- Caffè viennese (Wiener G'schichten), regia di Géza von Bolváry (1940)
- Concerto a richiesta (Wunschkonzert), regia di Eduard von Borsody (1940)
- Sangue viennese (Wiener Blut), regia di Willi Forst (1942)
- Realtà romanzesca (Frauen sind keine Engel), regia di Willi Forst (1943)
- Ein Mann für meine Frau, regia di Hubert Marischka (1943)
- Ragazze viennesi (Wiener Mädeln), regia di Willi Forst (1949)
- Il terzo uomo (The Third Man), regia di Carol Reed (1949)